# Władysław Swolkień
Władysław Swolkień herbu Pomian (ur. ok. 1850, zm. 1913 w Krakowie) – polski urzędnik policji.

## Życiorys
Urodził się około 1850. Zawodowo pracował w Krakowie jako śledczy w służbie kryminalnej. Wykrył wielu morderców, m.in. Czarnomskiego, zabójcę Słowika, woźnego Kasy Oszczędności, zabójczynię Eufrozyny Bałuckiej (matki Michała Bałuckiego). Pracował w C. K. Dyrekcji Policji w Krakowie. Do końca służył w randze radcy policji. W 1912 przeszedł w stan spoczynku. Otrzymał wtedy tytuł radcy rządowego.
Zamieszkiwał przy krakowskim Rynku nr 32. Zmarł 21 kwietnia 1913 w wieku 63 lat. Jego pogrzeb odbył się 23 kwietnia 1913 w Krakowie.

## Odznaczenia
- Krzyż Kawalerski Orderu Franciszka Józefa[4][3][2]
- Złoty Krzyż Zasługi Cywilnej z koroną[4][3]
- Medal Jubileuszowy Pamiątkowy dla Cywilnych Funkcjonariuszów Państwowych[4][3]
- Krzyż Jubileuszowy dla Cywilnych Funkcjonariuszów Państwowych[4][3]